# Chorin Géza
Chorin Géza (Pest, 1872. május 1. – Budapest, 1933. április 2.) zeneszerző, zenekritikus, újságíró.

## Életútja
Chorin Sámuel (Soma) kereskedő és Lőwinger Róza fiaként született. A Nemzeti Zenedében tanult Rausch Károlynál, majd Párizsban folytatta tanulmányait. Hosszú esztendőket töltött ott el és ezalatt zeneszerzéssel foglalkozott és kompozícióinak jövedelméből élt. A francia művészvilágnak közkedvelt tagja volt a fiatal magyar ember, aki egyszerű kérésre a zongorához ült és órákon keresztül játszotta az akkor divatos sanzonokat. Családi körülményei visszahozták Budapestre, ahol tudtak külföldi sikereiről és szeretettel fogadták. Itt is a zeneszerzés volt a fő munkaköre, bár a gabonatőzsdére is eljárt és ennek mozgalmairól írt tudósításokat az Újságba. A könnyű muzsikának volt a híve, rengeteg műdalt, kuplét, sanzont szerzett. Egyik szerzeménye, a Sárga csizmát visel a babám című, annyira népszerű lett, hogy szinte népdalnak számított. Megzenésítette Petőfi Sándornak egész sereg költeményét és módját tudta találni annak, hogy ezek a magyaros ízű dalköltemények külföldre kerüljenek. Szerzeményeinek mindig olyan címeket választott, amelyek egyszersmind propagandát csináltak a magyar nemzeti eszmének. Nagy sikere volt „Honvéd" és „Budapest" című indulóinak, amelyeket a párizsi Salabert-cég adott ki. Amikor Ősbudában az akkori világ leghíresebb táncospárja, Johnson és Dean szerepelt, számukra több kuplét szerzett. Írt dalokat, kisebb tánczeneműveket és operetteket is. Számos dala jelent meg előkelő francia zeneműkiadóknál. Kupléi és dalai különösen az első világháború előtti esztendőkben voltak népszerűek. 
Fanatikus hittel dolgozott, hogy zenésztársainak anyagi jólétét biztosítsa. Amikor Párizsból hazaérkezett, csodálkozással látta, hogy a szellemi tulajdon jogainak védelmére semmiféle szervezet nincs Magyarországon. Nagy agitációba fogott, hogy Magyarországon is teremtsék meg a szerzői jogok védelmét ellátó intézményt. Éveken keresztül küzdött ennek az eszmének a diadaláért, sikerült az érdekeltek közömbösségét megszüntetni és néhány társával együtt még jóval az első világháború előtt megalapította a Magyar Zeneszerzők, Szövegírók és Zeneműkiadók Jogvédő Szövetkezetét. Addig szabadon használhatta minden zenekar és cigánybanda a magyar szerzők szerzeményeit. Ennek a szövetkezetnek az életbelépése után azonban kötelező lett a jogdíj fizetése, ami a szerzőket jelentős jövedelemhez juttatta. Chorin Gézát a szövetkezet érdemei elismeréséül 1923. február 14-én alelnökének választotta, majd pedig a jogdíjak kiszámítására tisztviselőjének alkalmazta, amikor alelnöki tisztéről lemondott. Ennek a szövetkezetnek a megalakításával felejthetetlen érdemeket szerzett, mert addig a magyar zeneszerzők, hogy jogdíjaikat biztosíthassák, kénytelenek voltak az osztrák szerzők hasonló célú egyesületébe belépni és mert az elszámolás kollektív módon történt, a magyar szerzemények népszerűsége tulajdonképpen az osztrák szerzők helyzetét javította meg. 
Chorin Géza az Újság szerkesztőségében évtizedeken keresztül mindig megbecsült helyet foglalt el. Bár munkássága szakterületre szorítkozott, példás hűségével és ragaszkodásával rendelkezésére állott más viszonylatokban is a lapnak és szerkesztőségbeli kollégáinak. Az Újsághoz a lap megalakulása óta hozzátartozott.
1918. szeptember 1-jén Budapesten feleségül vette Maller Adélt. Boldog házaséletet élt és amikor felesége súlyosan megbetegedett, Chorin Géza még nagyobb szeretettel, ragaszkodással tartott ki mellette, gyógyíttatta és ápoltatta. Pedig évek óta őt magát is kínos kór gyötörte. Súlyos érelmeszesedés és szívbaj kínozta, de ennek ellenére talpon volt állandóan és olyan fiatalos erővel dolgozott, mint korábban. Nevelt leánya Balla Zsuzsi színésznő.
Halála előtt is a zeneszerzők és szövegírók szövetkezetében dolgozott a pontozási osztály tisztviselőjeként. 1933. április 1-jén szombaton még bent járt hivatalában, jókedvűen készült a szövetkezet vasárnapi közgyűlésére. Másnap, vasárnap reggel a jó erőben lévő 61 esztendős férfi Nádor utcai lakásán hirtelen rosszul lett. Hozzátartozói szanatóriumba akarták vinni, útközben azonban meghalt szívszélhűdés következtében.
A Kozma utcai izraelita temetőben helyezték nyugalomra. A gyászszertartáson testületileg megjelent az Újság szerkesztősége, küldöttségileg képviseltették magukat a magyar újságírótestületek. Huszka Jenő miniszteri tanácsos és Szabados Béla, a Zeneművészeti Főiskola tanára vezetésével népes küldöttség jelent meg a Zeneszerzők, Szövegírók és Zeneműkiadók Szövetkezetének képviseletében. Chorin Géza koporsóját a Magyarországi Újságíró Egyesület Jókai-leple takarta és akörül valóságos erdőt képezve, feküdték a koszorúk, amelyeket az elhunyt tisztelői, barátai és kartársai küldtek utolsó üdvözletül. A gyászszertartást egyházi részről Linetzky Bernát főkántor és Hevesi Ferenc dr. rabbi végezték. Gyászbeszédében Hevesi dr. kiemelte Chorin Gézának a magyar kultúra szolgálatában kifejteit áldásos működését. Az Újság szerkesztősége és az újságíró testületek nevében Pünkösti Andor búcsúztatta a halottat.
Felesége két évvel élte túl, 1935. május 19-én hunyt el Budapesten.

## Operettjei
- A modern Diogenes (operett egy felvonásban)
- Kolumbusz báró (bohózat három felvonásban, társszerző: Ráskai Ferenc. Bemutató: 1910. november 12., Várszínház (Nádassy József) és 1911. máj. 16., Városligeti Színház)
- Muki (énekes bohózat három felvonásban, szövegét írta Pierre Wolff. Zeneszámait Heltai Jenő verseire írta.
- Boszorkány Shimmy (operett, szövegét írta Tanzer Peppl)